# Mycocalicium calicioides
Mycocalicium calicioides är en lavart som först beskrevs av Nádv., och fick sitt nu gällande namn av Tibell. Mycocalicium calicioides ingår i släktet Mycocalicium och familjen Mycocaliciaceae.   Inga underarter finns listade i Catalogue of Life.